# Marszewo (Postomino)
Marszewo (deutsch Marsow) ist ein Dorf in der Woiwodschaft Westpommern in Polen. Es gehört zur Gmina Postomino (Gemeinde Pustamin) im Powiat Sławieński (Schlawer Kreis).

## Geographische Lage
Marszewo liegt in Hinterpommern 15 Kilometer nördlich der Kreisstadt Sławno (Schlawe) an einer Nebenstraße, die Postomino mit der Chaussee Zaleskie (Saleske)–Barzowice (Barzwitz) verbindet. Die ehemalige und 1945 demontierte Reichsbahnstrecke Schlawe–Stolpmünde durchquert den Ort von Süden nach Norden und erinnert an den früheren Bahnanschluss über die jeweils drei Kilometer entfernten Stationen Pustamin (Postomino) und Schlackow (Złakowo).
Das Dorf liegt am westlichen Rand eines flachen Höhenzuges von etwa 15 Metern über NN. Östlich des Ortes erstreckt sich der 18 Hektar große Marsower See (Jezioro Marszewo), der durch den Mühlengraben Verbindung mit dem Vietzker See (Jezioro Wicko) hat.
Nachbarorte von Marszewo sind im Westen Korlino (Körlin), im Norden Górsko (Görshagen), im Osten Złakowo (Schlackow) – bereits in der Woiwodschaft Pommern gelegen –, und im Süden Postomino (Pustamin) sowie Pieńkowo (Pennekow).

## Ortsname
Der Name Marsow wurde seit alters her gebraucht. Die seit 1945 eingeführte polnische Bezeichnung Marszewo kommt in Polen häufig vor.

## Geschichte
Marsow ist ein altes Kirchdorf. Um 1780 gab es in Marsow zwei  Vorwerke, eine Wassermühle und eine Windmühle, 13 Bauern, einen Halbbauern, zwei Kossäten, eine  Schmiede, einen Prediger und einen Küster und insgesamt 31 Feuerstellen (Haushalte). Das Dorf wird immer wieder mit Görshagen (Górsko) genannt. Es gehörte seit früher Zeit zum Puttkamerschen Lehen Vietzke (Wicko, heute nicht mehr existent), zusammen  mit Schlackow (Złakowo) und Görshagen. Bis 1876 lag Marsow im Landkreis Stolp, seither im Landkreis Schlawe i. Pom.  Im Jahre 1928 wurde das Gut Marsow, dessen Besitzer seit 1911 Georg von Zitzewitz war, aufgesiedelt.
Bis 1945 gehörte Marsow mit den Gemeinden Görshagen (Górsko), Krolow (Królewo), Krolowstrand (heute nicht mehr existent), Schlackow (Złakowo) und Vietzkerstrand (Wicko Morskie) zum Amtsbezirk Schlackow. Dieses Dorf war auch Sitz des für alle genannten Gemeinde zuständigen Standesamtes. Amtsgerichtsort war Schlawe.
Am 6. März 1945 marschierte die Rote Armee in Marsow ein. Nachdem ganz Hinterpommern unter polnische Verwaltung gestellt worden war, wurde der deutsche Ort Marsow in Marszewo umbenannt. Am 14. Dezember 1945 erfolgte die Vertreibung  der deutschen Bevölkerung aufgrund der so genannten Bierut-Dekrete.
Das Dorf ist gehört heute zu Polen und unter dem Namen Marszewo ein Teil der Gmina Postomino im Powiat Sławieński der Woiwodschaft Westpommern (bis 1998 Woiwodschaft Słupsk).

## Entwicklung der Einwohnerzahl
- 1818: 184
- 1885: 365
- 1939: 381
- 2008: 216

## Kirche

### Kirchengemeinde
Marsow – mit ausnahmslos evangelischer Bevölkerung – war bis 1945 eine selbständige Kirchengemeinde, zu der auch die Orte Görshagen (Górsko) und Schlackow (Złakowo) gehörten. Das Kirchspiel lag im Kirchenkreis Rügenwalde (Darłowo) der Kirchenprovinz Pommern in der Kirche der Altpreußischen Union. Zwischen 1817 und 1863 war das Pfarramt Marsow auch zuständig für die Kirchengemeinde Pustamin (Postomino). Nach 1928 wurde die Pfarrstelle aber nicht mehr besetzt, und so war nunmehr das Pfarramt Pustamin zuständig. 1940 zählte das Kirchspiel Marsow 1000 Gemeindeglieder.
Seit 1945 überwiegt die römisch-katholische Bevölkerung in Marszewo. Wie die Kirchengemeinde Pieńkowo (Pennekow) ist die Kirchengemeinde Marszewo heute Filialkirche in der Pfarre Postomino, die im Dekanat Ustka (Stolpmünde) im Bistum Köslin-Kolberg der Katholischen Kirche in Polen liegt.
Dort ist seit 2008 Pfarrer Grzegorz Fąs tätig. Evangelische Kirchenglieder gehören zum Pfarramt in Słupsk (Stolp) in der Diözese Pommern-Großpolen der Evangelisch-Augsburgischen Kirche in Polen.

### Pfarrkirche
Der Turm der Marsower Kirche aus Feldsteinfundament und Ziegelsteinen stammt noch aus dem 14. Jahrhundert. Das Kirchenschiff wurde 1863 neu erbaut. Am 3. April 1946 erfolgte die erneute Weihe der bisher evangelischen Kirche durch die Katholische Kirche, die ihr den Namen MB Różańcowej ("Mutter Gottes vom Rosenkranz") gab.

### Pfarrer bis 1945
1. Peter Schweder, 1600–1638
2. Bernhard Drenkhahn, 1640–1652
3. Georg Fuhrmann, 1653–1668
4. Christian Carow, 1669–1707
5. Johann Bernhard Carow (Sohn von 4.), 1708–1738
6. David Gottfried Gulich, 1739–1774
7. Abel Friedrich Expertus, 1776–1811
8. Christian Voß, 1811–1832
9. Erdmann Luckow, 1832–1863 (war vor der Amtsübernahme 1832 Rektor der Stadtschule von Schlawe gewesen[3]).
10. Christoph Ludwig Schulz, 1863–1877
11. Karl Wilhelm Braun, 1877–1882
12. Paul Rudolf Oskar Comnick, 1883–1891
13. Hermann Wilhelm Kühn, 1891–1897
14. Johannes Theodor Lindemann, 1897–1907
15. Paul Emil Jaffke, 1908–1918
16. Reinhold Schneider, 1918–1928, danach bis 1945 vakant.

## Schule
Marsow hatte vor 1945 eine einklassige Volksschule, die an der Straße nach Görshagen stand. Der letzte deutsche Schulleiter war Lehrer Stritzel.